# Pelapatate

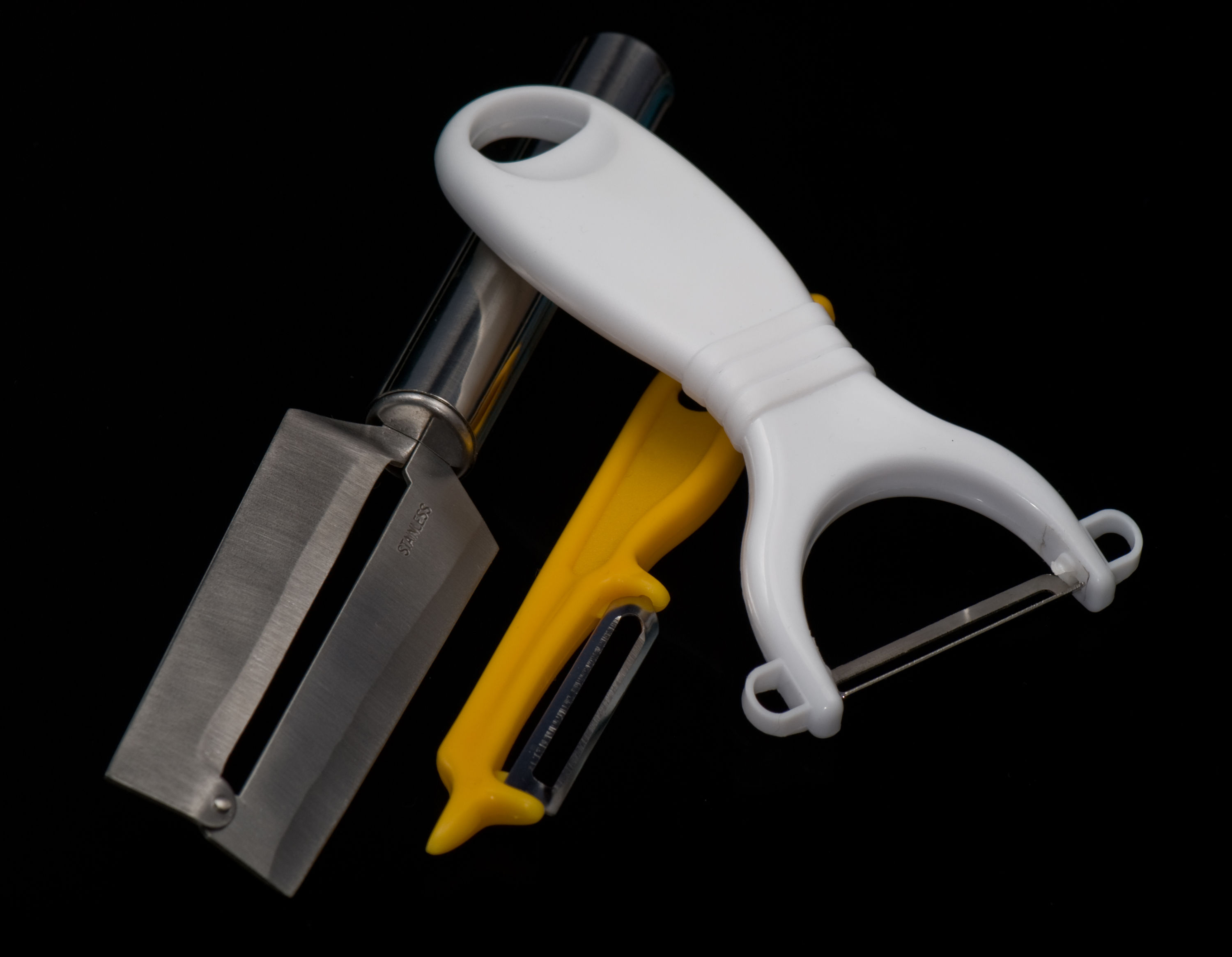
Tre tipi diversi di pelapatate

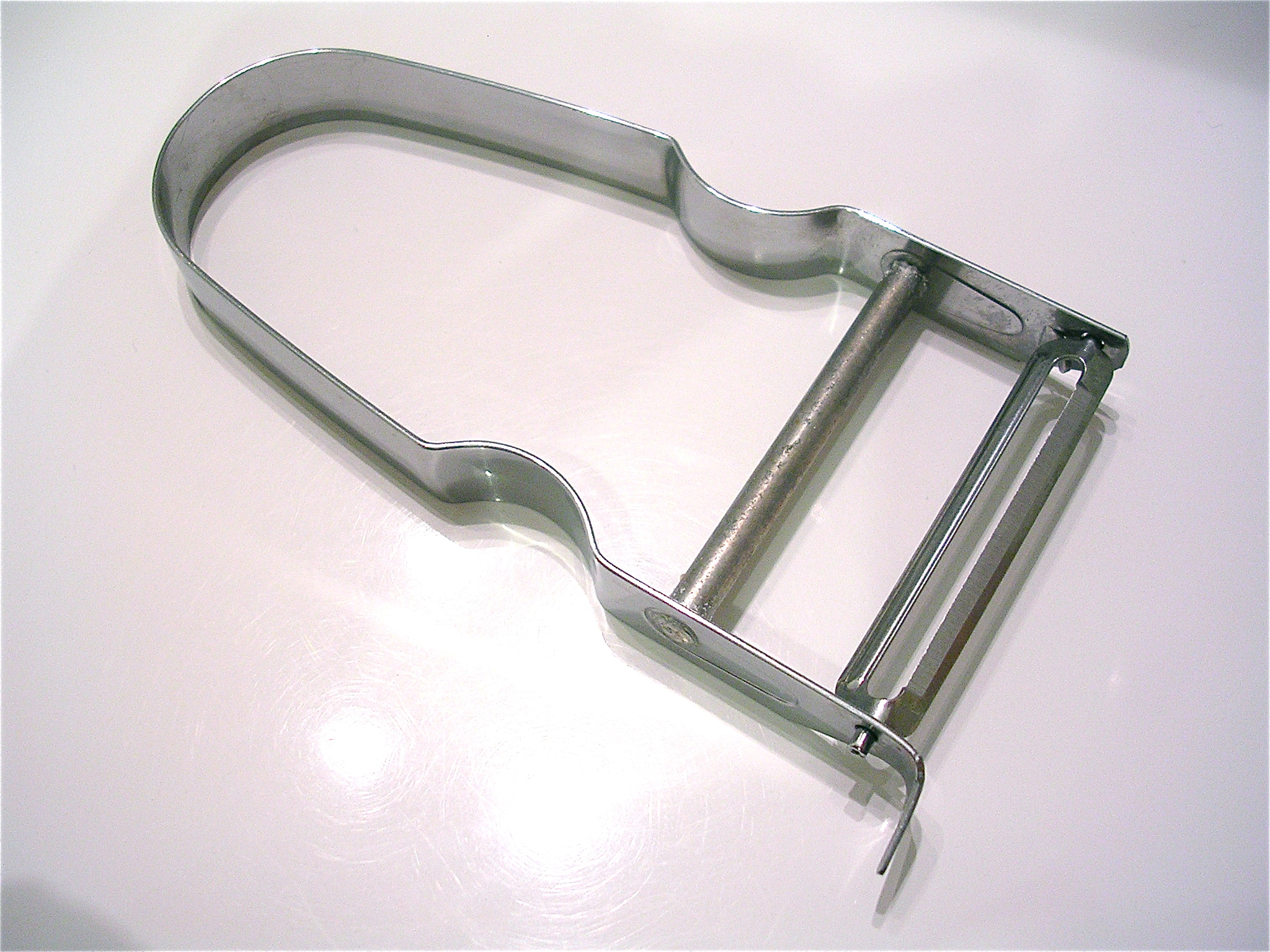
Pelapatate Rex

Il pelapatate o sbucciapatate è un attrezzo da cucina con un manico e una lama, fissa o basculante, fessurata sulla lunghezza, i cui bordi della fessura sono resi affilati. 

## Descrizione
Utile per sbucciare vegetali come patate e carote o frutta come mele passandolo sulla buccia o parte esterna della verdura: con una minima pressione si toglie uno strato sottile, un po' come con una pialla.
È stato inventato nel 1947 dallo svizzero Alfred Neweczerzal (1899-1958) con il nome Sparschäler Rex (spar significa "risparmio" e schäler è l'attrezzo per pelare o sbucciare). L'anno successivo fonda la Zena AG a Affoltern am Albis, a pochi chilometri da Zurigo, ditta che produce tutt'oggi questo modello.